# Alfa-oxidare

Etapele enzimatice ale alfa-oxidării

În biochimie, alfa-oxidarea (α-oxidarea) este un proces catabolic în urma căreia are loc degradarea moleculelor de acizi grași, prin eliminarea unui atom de carbon de la capătul carboxil-terminal. La om, alfa-oxidarea are loc în peroxizomi și are ca scop degradarea acidului fitanic din dietă, care nu poate fi metabolizat prin beta-oxidare. Procesul convertește acidul fitanic la acid pristanic, care se poate beta-oxida la propionil-CoA.